# Franica Arko
Fanica Arko, slovenska narodna delavka, * 15. januar 1909, Trst, † 10. september 1971.

## Življenje in delo
V rojstnem kraju je končala osnovno in dvoletno trgovsko šolo. Ko ji je bilo 18 let se je zaposlila v upravi lista Edinost in skrbela za administracijo mladinskega mesečnika Naš glas. To delovno mesto ji je tudi omogočalo, da je opravljala kurirsko delo med naprednimi tržaškimi političnimi delavci, ki pa je bilo v času, ko se je krepil fašizem precej nevarno. Leta 1930 je bila pred 1. tržaškim procesom aretirana, a zaradi pomanjkanja dokazov kmalu izpuščena in se s ponarejenimi dokumenti se je izselila v Ljubljano. Tu se je zaposlila v uredništvo Ženskega sveta (1930-1933) ter v upravi Splošne bolnišnice (1933-1937). Sodelovala je v emigrantskih društvih in nudila pomoč antifašistom, ki so se iz Italije umaknili v Ljubljano. V letih 1937−1941 je bila zaposlena v Termah Topolšica, od koder pa so jo po okupaciji Nemci izgnali v Sarajevo. Tu je bila zaposlena v bolnišnici in pomagala pri begu ranjenim partizanom. Po aretaciji je bila poslana v ustaško žensko taborišče v Staro Gradiško, od tam pa v Koncentracijsko taborišče Jasenovac. Po osvoboditvi se je vrnila v Topolšico, kasneje pa delala v zdravilišču za pljučne bolezni na Golniku.